# Morgantina
Morgantina (grec antic: Μοργαντίνη o Μοργάντιον, llatí: Morgantia, Murgantia o Morgantium) va ser una ciutat de Sicília a l'interior de l'illa, al sud-oest de Catània. Era una ciutat dels sículs, encara que Estrabó diu que la van fundar els morgetes, que suposa que van arribar des del sud d'Itàlia, però es creu que és un error, per la semblança del nom.
Diodor de Sicília la menciona per primer cop quan diu que a l'any 459 aC era una ciutat considerable. En aquest temps la va conquerir el rei Ducetius, i amb això va augmentar la seva fama, però a la seva mort la ciutat va recuperar la independència. Segons Tucídides, amb la pau acordada per Hermòcrates el 424 aC, la ciutat va passar a Camarina, que en pagaria un tribut per ella a Siracusa, però la gran distància entre ciutats fa pensar que es tracta d'un error.
L'any 396 aC tornava a ser independent i la va conquerir Dionís el Vell de Siracusa al mateix temps que Agírion (Agyrium), Menaenum i altres.
Agàtocles s'hi va refugiar quan va ser expulsat de Siracusa i amb mercenaris de la ciutat i d'altres ciutats de l'interior d'Itàlia, va poder establir la seva tirania l'any 317 aC.
Durant la Segona Guerra Púnica la va ocupar una guarnició romana i s'hi van establir magatzems de gra, però els seus habitants van entregar la ciutat al general Himilcó, i després va passar al siracusà Hipòcrates. Finalment va tornar a Roma, però es va revoltar altre cop quan Marc Claudi Marcel va sortir de Sicília l'any 211 aC. El pretor Marc Corneli, la va recuperar i la ciutat i el seu territori van ser entregats a un cos de mercenaris d'Ibèria dels cartaginesos que havien desertat al camp dels romans, i que estaven dirigits per Mèric.
Sota domini romà va continuar sent una ciutat de certa importància. En la Segona Guerra Servil, el 102 aC, els caps rebels dels esclaus Salvi Trifó i Atenió la van assetjar, però era un lloc molt ben fortificat i no és clar si la van arribar a ocupar.
Ciceró l'esmenta com a ciutat important amb un territori molt fèrtil i que produïa molt de gra, encara que va patir les exaccions de Verres, i Plini el Vell repeteix aquestes afirmacions i diu que era un municipi romà. Estrabó l'esmenta com una ciutat que ja no existia en el seu temps, però probablement es confon. El que sí que és cert és que al període imperial va entrar en decadència i restà despoblada en època incerta.
La seva ubicació no s'ha pogut determinar.